# Honkasaari (ö i Finland, Södra Savolax, Nyslott, lat 61,70, long 28,60)
Honkasaari är en ö i Finland. Den ligger i sjön Pihlajavesi och i kommunen Nyslott i  landskapet Södra Savolax, i den sydöstra delen av landet, 260 km nordost om huvudstaden Helsingfors. Öns area är 2 hektar och dess största längd är 320 meter i sydöst-nordvästlig riktning.